# Avesa
Avesa (Verona) is een plaats (frazione) in de Italiaanse gemeente Verona.